# Ader Éole III

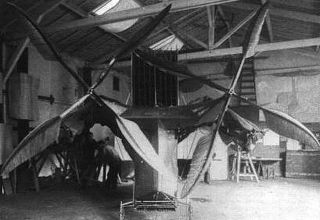
Vorderansicht mit Blick auf die Propeller

Die Ader Éole III (auch Avion III oder Aquilon genannt) war der Versuch von Clément Ader ein Flugzeug zu entwickeln. Grundlage für das Modell war der Vorgänger Avion II. Die Bauzeit der Avion III dauerte von 1894 bis 1897.

## Konstruktion
Die Éole III hatte die Gestalt einer riesigen Fledermaus, bestehend aus Holz und Segeltuch mit einer Spannweite von fast 15 m. Ader hatte dabei nicht nur die Form, sondern auch die Tragstruktur dem Skelett der Tiere nachempfunden. Diese Konstruktionsweise, also die Ableitung der Technik aus der Biologie, wird auch als Bionik bezeichnet.
Zum Antrieb dienten 2 vierblättrige Propeller, die von zwei extrem leichten Dampfmaschinen mit jeweils 30 PS angetrieben wurden. Die Steuerung des Flugapparats wurde durch ein Seitenruder und bewegliche Flügel ermöglicht, die ihre Krümmung verändern konnten. Allerdings war die Sicht für den Piloten durch den Vorbau stark eingeschränkt. Der Flugapparat wog (ohne Pilot) knapp 250 kg.

## Flugversuch
Am 14. Oktober 1897 wurden die Kessel geheizt und Ader trat vor einer offiziellen Kommission an, um zu beweisen, dass sein Flugapparat tatsächlich fliegen kann. Es gelang Ader aufgrund seiner mangelnden Flugkenntnisse und der instabilen Fluglage jedoch nicht, die Avion III über längere Distanz abheben zu lassen. Lediglich kurze Luftsprünge, von der Kommission als Hüpfer bezeichnet, waren zu beobachten. Dennoch war die Avion III eine herausragende Konstruktion und stellt einen Meilenstein bei der Entwicklung der mit Motorkraft betriebenen Luftfahrt dar.
Die Avion III zählt zu den ständigen Exponaten des Musée des arts et métiers, ein Museum für wissenschaftliche Instrumente und Erfindungen in Paris. Das Museum stellte die Maschine bei der ersten Luftfahrtausstellung in Grand Palais in Paris aus.

## Technische Daten
| Kenngröße    | Daten                                     |
| ------------ | ----------------------------------------- |
| Besatzung    | 1                                         |
| Spannweite   | 16 m                                      |
| Flügelfläche | 56 m²                                     |
| Leermasse    | 258 kg                                    |
| Antrieb      | zwei Dampfmaschinen, Kesselleistung 40 PS |